# Song of the Bandits
Song of the Bandits (hangul: 도적: 칼의 소리) é uma série de televisão sul-coreana de 2023 dirigida por Hwang Jun-hyeok, escrita por Han Jeong-hoon e estrelada por Kim Nam-gil, Seohyun, Yoo Jae-myung, Lee Hyun-wook e Lee Ho-jung. Foi lançada na Netflix em 22 de setembro de 2023.

## Sinopse
Ambientado na década de 1920, durante o período turbulento da ocupação japonesa, após a dissolução dos militares e da polícia coreana e outras repressões (que se seguiram ao Tratado Japão-Coreia de 1905), a série conta a história de pessoas de Joseon que fugiram através do rio Tumen para Gando, uma parte da China (Qing), alguns para ganhar a vida e outros para formar exércitos justos, e lutar pela independência da Coreia. Esta é uma história onde aqueles que se dirigem para Gando, uma terra sem lei, se unem para proteger a pátria dos coreanos. A história é um prelúdio ao massacre de Gando.[carece de fontes?]

## Elenco

### Principal
- Kim Nam-gil como Lee Yoon:[6] Ex-soldado japonês que partiu para Gando, deixando tudo para trás e que se tornou bandido para proteger a terra e o povo.
- Seohyun como Nam Hee-shin:[7] Ativista da independência que trabalha como chefe do Departamento Ferroviário do Governo Geral Japonês da Coreia. Ela esconde sua verdadeira lealdade.
- Yoo Jae-myung como Choi Chung-soo:[8] Proprietário de terras de uma vila coreana localizada em Gando e ativista da independência.
- Lee Hyun-wook como Lee Gwang-il/Major Miura:[9] Major do 37º Regimento de Infantaria da 19ª Divisão do Exército Imperial Japonês que se envolve com Yoon em um relacionamento terrível.
- Lee Ho-jung como Eon Nyeon:[10] Assassina de aluguel que vai até Gando após ser contratada para assassinar Yoon.

### Pessoas em torno de Lee Yoon
- Lee Jae-gyun como Chorang-i.
- Kim Do-yoon como Kang San-gun.
- Cha Yeop como Geum-so.
- Cha Chung-hwa como Kim Seon-bok.[11]

### Outros
- Kim Seol-jin como Kimura. Subordinado de Jang Ki-ryong.
- Ko Kyu-pil como Han Tae-ju. Um soldado japonês e subordinado de Lee Gwang-il.
- Kim Min como Jin-san. Membro do grupo de bandidos subordinado de Jang Ki-ryong.
- Park Gwang-jae como Heuk-dong. Membro do grupo de bandidos subordinado de Jang Ki-ryong.

## Produção
Em agosto de 2022, as filmagens da série foram suspensas devido às fortes chuvas. As filmagens terminaram em 2 de fevereiro de 2023.

## Trilha sonora original
A trilha sonora original de Song of the Bandits  foi lançada digitalmente em 22 de setembro de 2023 e consiste em cinco músicas em inglês de Taeil (NCT), Seori, Karina (Aespa) e Jeonghum Band.
| Faixas         |                |                |         |  |
| N.º            | Título         | Artista        | Duração |  |
| 1.             | "Bandit"       | Taeil (NCT)    | 3:23    |  |
| 2.             | "Hitman"       | Seori          | 3:42    |  |
| 3.             | "Sad Hitman"   | Seori          | 4:02    |  |
| 4.             | "Sad Waltz"    | Karina (Aespa) | 3:49    |  |
| 5.             | "I'm Leaving"  | Jeonghum Band  | 3:23    |  |
| Duração total: | Duração total: | Duração total: | 18:19   |  |